# Buenos Aires Rojo Sangre
Buenos Aires Rojo Sangre (BARS) är en filmfestival med cirka 12 000 besökare varje år. Repertoaren består mestadels av science fiction-, fantasy- och skräckfilm. Första filmfestivalen anordnades i december 2000 och festivalen visar filmer från hela världen.